# Елвастон (Іллінойс)
Елвастон (англ. Elvaston) — селище (англ. village) в США, в окрузі Генкок штату Іллінойс. Населення — 147 осіб (2020).

## Географія
Елвастон розташований за координатами 40°23′44″ пн. ш. 91°14′56″ зх. д. / 40.39556° пн. ш. 91.24889° зх. д. (40.395595, -91.248792).  За даними Бюро перепису населення США в 2010 році селище мало площу 2,07 км², з яких 2,07 км² — суходіл та 0,00 км² — водойми.

## Демографія
Згідно з переписом 2010 року, у селищі мешкало 165 осіб у 73 домогосподарствах у складі 46 родин. Густота населення становила 80 осіб/км².  Було 77 помешкань (37/км²).
Расовий склад населення:
| - 96,4 % — білих - 0,6 % — чорних або афроамериканців - 2,4 % — осіб інших рас |

До двох чи більше рас належало 0,6 %. Частка іспаномовних становила 1,2 % від усіх жителів.
За віковим діапазоном населення розподілялося таким чином: 18,2 % — особи молодші 18 років, 59,4 % — особи у віці 18—64 років, 22,4 % — особи у віці 65 років та старші. Медіана віку мешканця становила 48,1 року. На 100 осіб жіночої статі у селищі припадало 103,7 чоловіків;  на 100 жінок у віці від 18 років та старших — 107,7 чоловіків також старших 18 років.
Середній дохід на одне домашнє господарство  становив 44 618 доларів США (медіана — 40 625), а середній дохід на одну сім'ю — 49 674 долари (медіана — 37 500). Медіана доходів становила 38 750 доларів для чоловіків та 20 000 доларів для жінок. За межею бідності перебувало 31,9 % осіб, у тому числі 76,9 % дітей у віці до 18 років та 13,8 % осіб у віці 65 років та старших.
Цивільне працевлаштоване населення становило 57 осіб. Основні галузі зайнятості: виробництво — 28,1 %, роздрібна торгівля — 21,1 %, освіта, охорона здоров'я та соціальна допомога — 19,3 %.